# Hradek et Nechanic
Le château de Hrádek u Nechanic est un château romantique de style gothique du XIXe siècle situé près de la ville de Hrádek, dans la région de Hradec Králové en République Tchèque. En 2001, le château est déclaré patrimoine culturel national et est visité par de nombreux touristes chaque années. Il est à présent administré par le National Heritage Trust et le ministère de la Culture tchèque.
Le château est aussi surnommé le "Petit Hluboká", en raison de sa ressemblance au château de Hluboká, dans le sud de la Bohême.

## Histoire
Le château de Hrádek u Nechanic est bâti entre 1839 et 1857 comme demeure d'été par le comte František Arnošt de Harrach, l'un des représentants les plus importants de la dynastie Jilemnice. Le château est pensé par l'architecte anglais Edward Buckton Lamb, mais c'est le jeune architecte autrichien Karl Fischer qui a dirigé les travaux de construction et également apporté son regard sur la décoration de l'intérieur du château.
Une partie du mobilier de la demeure est fabriqué par des artisans locaux. Le reste est quant à lui importé d'Italie et d'Autriche.

## Description

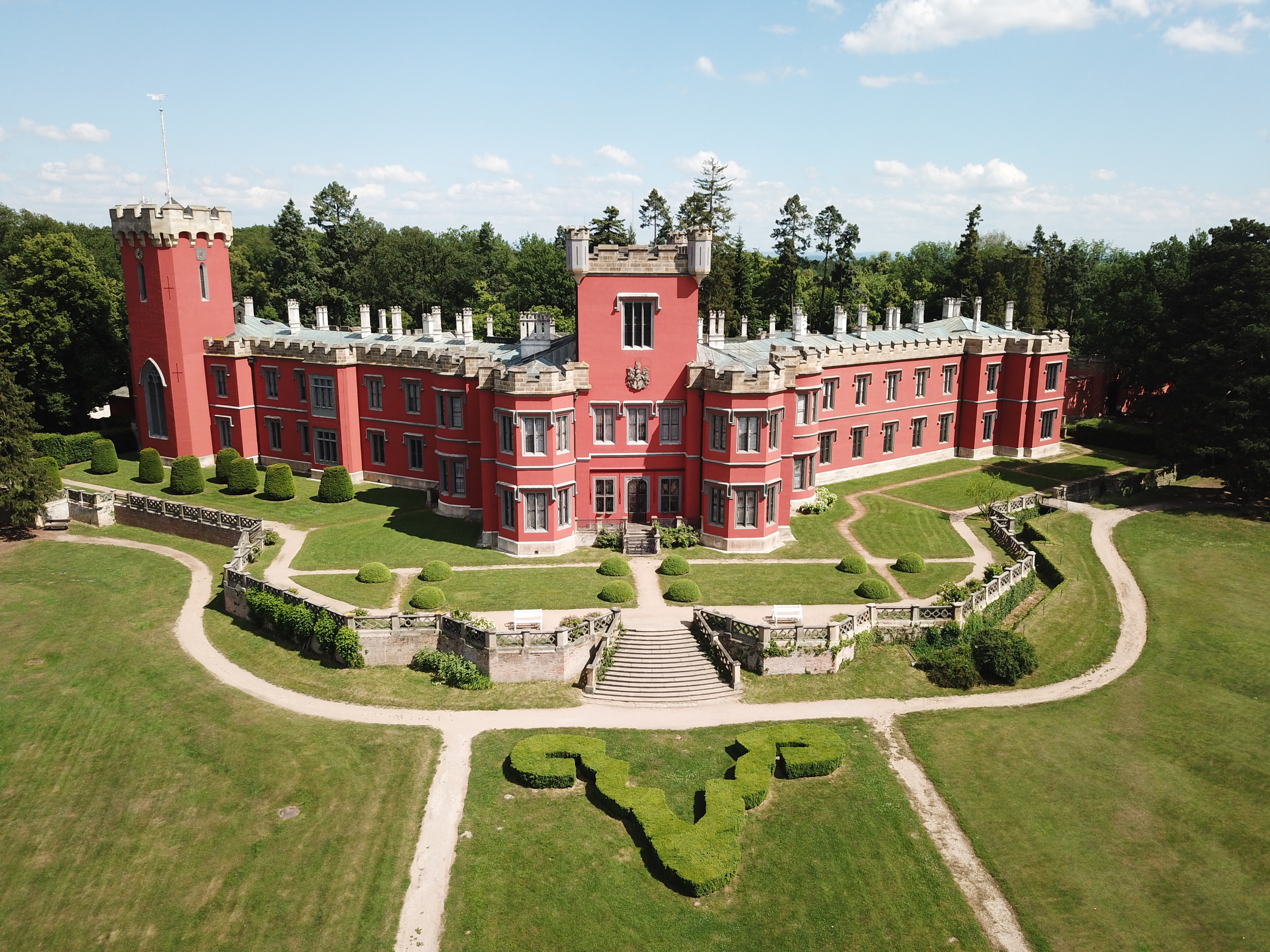
Façade avant du château de Hrádek u Nechanic

Le château est un bâtiment de deux étages avec une tour prismatique qui comprend des créneaux, une petite tour de tir au milieu, et deux "avant-corps" polygonaux des deux côtés.
Le château se compose de deux ailes symétriques. L'aile Ouest comprend la chapelle Sainte-Anne. Sur l'aile Est se trouve les bâtiments destinés aux affaires économiques et administratifs, mais aussi d'un théâtre.
Le parc s'étend sur 30 hectares comprenant des prairies, des forêts de feuillus et de conifères, avec certaines espèces d’origine exotique.

## Cinéma et télévision
Ce lieu historique est utilisé pour le tournage de films et séries télévisées, dont : Anička s lískovými oříšky, Atentát, Fišpánská jablíčka, Les loups de Willoughby Chase, From Hell, Hotel for Strangers, Jane Eyre et Dark Blue World.